# Norges Skaal
Norges Skaal, bedre kendt som "For Norge, Kiempers Fødeland" (sangens førstelinje), er en drikkevise af den senere biskop, Johan Nordahl Brun (1745–1816). Visen blev skrevet i 1771/1772.
Indholdet blev ved udgivelsen opfattet som oprørsk mod kongemagten i helstaten Danmark-Norge; en populær myte fortæller, at den endda blev beslaglagt af politiet, da den blev forsøgt trykt i 1772. Den blev sandsynligvis første gang trykt og udgivet i 1782 i Trondheim. Daværende rektor ved Katedralskolen i Trondheim opfattede forfatteren, Nordahl Brun, som rebel, og forsøgte at opkøbe alle eksemplarer for at hindre sangens udbredelse. Han digtede endda sangen om og fik den til at udtrykke kongetroskab. Han skrev f.eks. disse linjer: "Nej den skal ej i Norge boe / Som ej er Ven og Konge troe". 
Men det er ikke den version som har overlevet i Norge.

## Status som nationalsang i starten af 1800-tallet
"Norges Skaal" opnåede tidligt en betydelig udbredelse og popularitet, og mange kunne den udenad. Den blev ofte sunget ved selskaber. Under nationbuilding-perioden i 1800-tallet fik den uofficiel status som Norges nationalsang; Henrik Wergeland kaldte sangen "en norsk marseillaise", og brugte versefødderne i flere tekster som kunne synges til samme melodi; bl.a. fædrelandssangene "Det er min Sjel en frydfuld Trang" og "Vi ere en en Nation vi med". Sidstnævnte er den første norske fædrelandssang skrevet med tanke på børn. Teksten synges af et barn og fører en slags "dialog" med Bruns vise. Børnene synger om fædreland og frihed, og understreger at de slet ikke er kæmper, kun "en Alen lange". Til gengæld er de mange, ja, udgør en egen nation som elsker sit fædreland og vil tage vare på dets frihed. Som nationalsang blev Norges Skaal afløst af Henrik Anker Bjerregaards Sønner av Norge, også kaldet Norges "kronede nationalsang", indtil folket selv tog Bjørnsons Ja, vi elsker dette landet til sig.

## Teksten
For Norge, Kjæmpers Fødeland,
Vi denne Skaal vil tømme,
Og naar vi først faae Blod paa Tand,
Vi sødt om Frihed drømme;
Dog vaagne vi vel op engang
Og bryde Lænker, Baand og Tvang;
For Norge, Kjæmpers Fødeland,
Vi denne Skaal udtømme!
Hver tapper Helt, blandt Klipper fød,
Vi drikke vil til Ære;
Hver ærlig Norsk, som Lænker brød,
Skal evig elsket være!
Den vrede Livvagts Vaabenbrag
Forklarer trolig Nordmænds Sag.
Hver ærlig Norsk, blandt Klipper fød,
Vi drikke nu til Ære! 
En Skaal for Dig, min kjække Ven,
Og for de norske Piger!
Og har Du en, saa Skaal for den!
Og Skam faae den, som sviger!
Og Skam faae den, som elsker Tvang
Og hader Piger, Viin og Sang!
En Skaal for Dig min kjække Ven,
Og for de norske Piger! 
Og nok en Skaal for Norges Fjeld,
For Klipper, Snee og Bakker!
Hør Dovres Echo raabe: «Held!»
For Skaalen tre Gang takker.
Ja tre Gang tre skal alle Fjeld
For Norges Sønner raabe Held;
Endnu en Skaal for Dig mit Fjeld,
For Klipper, Snee og Bakker

## Indspilninger
| År   | Sangtitel      | Albumtitel   | Kunstner    | Pladetype | Plademærke og katalognummer |
| ---- | -------------- | ------------ | ----------- | --------- | --------------------------- |
| 2004 | "Norges Skaal" | Evige Asatro | Glittertind | CD        | KARMA052                    |